# Mesosauridae
Mesosauridae är en familj av utdöda ryggradsdjur som levde under tidig perm för 300 till 270 miljoner år sedan.
Exemplaren hade en längd mellan 60 och 200 cm. De största individerna fanns i släktet Mesosaurus, lite kortare exemplar utgör släktet Brazilosaurus och de minsta individerna hittas i släktet Stereosternum. Fossil av familjens medlemmar hittades i södra Afrika och i Sydamerika. Upptäckten av dessa kvarlevor gav även stöd till kontinentaldriftsteorin som bland annat beskriver att Afrika och Sydamerika under perm var sammanlänkade i superkontinenten pangaea. Käkarna och tänderna påminner om krokodiler eller gavialer. Familjens medlemmar hade många tänder, men inte lika många tänder som i tidiga rekonstruktioner. Troligtvis åt arterna kräftdjur och fiskar. Möjligtvis hade stora arter mindre familjemedlemmar som föda.
Som anpassning till livet i vattnet hade arterna en lång och rörlig svans samt händer och fötter som liknade paddel i formen. Många fossil är väl bevarade. Därför antas att djuren levde i vatten som var rik på salt.
Ofta räknas familjen till utvecklingslinjen Parareptilia. Det finns även paleontologer som antar att Mesosauridae är en klad innan Parareptilia uppkom. Kraniet har vanligen öppningar vid tinningen. Det gav upphov till teorin att Mesosauridae är en grupp av synapsida, alltså en grupp i däggdjurens utvecklingslinje. Michael Maisch och andra forskare hittade även flera likheter med fisködlor, Thalattosauria och Hupehsuchia.